# Seaforde
Seaforde é uma pequena vila no condado de Down, na Irlanda do Norte. Fica dentro da cidade de Naghan, 1,6 km ao norte de Clough, na estrada principal de Ballynahinch para Newcastle. Faz parte da área de Newry, Mourne e Down.

## História
A vila tem o nome da família Forde, que descende de Nicholas Forde, do condado de Dunboyne Meath, que ocupou o cargo de vice-abastecedor de alimentos em Cork, em 1580, como fornecedor na Irlanda do exército da rainha Elizabeth I da Inglaterra. As terras da vila foram compradas pelo quinto filho de Nicholas, Mathew Forde (que mais tarde sentou-se na Câmara dos Comuns irlandesa em 1642) como parte de uma aquisição mais ampla de terras imobiliárias em Kinelarty no condado de Down, que ele comprou de Thomas Cromwell, o Visconde Lecale, entre os anos de 1615 e 1636. Mathew Forde, que também possuía propriedades na rua Fishamble em Dublin, já havia comprado terras dentro e ao redor da vila de Coolgreany, no condado de Wexford, em 1617. Embora Coolgreany tenha sido a residência principal da família Forde durante o século XVII, após a Batalha de Boyne, Seaforde tornou-se o principal local de residência da família.

### Casa Seaforde

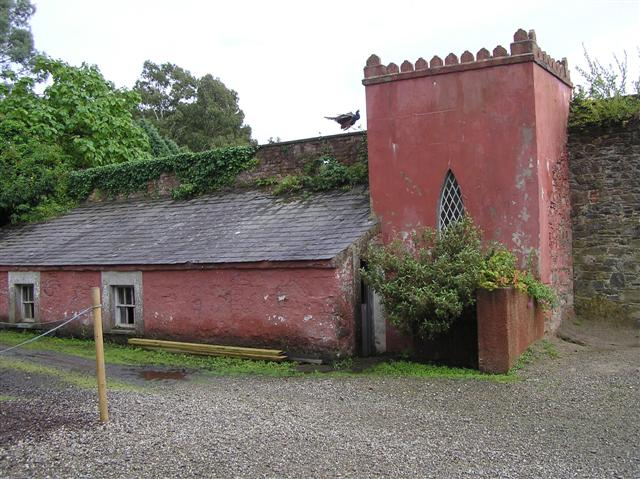
Jardins Seaforde e casa de borboletas tropicais

Mathew Forde (1675-1729) construiu a mansão original na propriedade de Seaforde, que fica ao norte da vila. Foi reconstruída em 1819, após um incêndio destrutivo, por Mathew Forde, MP (1785-1837) para criar a atual casa, um edifício neoclássico de sete vãos e três pisos sobre uma adega subterrânea, sendo o piso superior tratado como sótão. Há uma fachada de cinco vãos revestida em cantaria de arenito.
A propriedade já foi a casa de Lecale Hunt e, mais tarde, de East Down Hunt. Seaforde foi a cidade natal do Coronel Francis Forde (1718 a 1770), que lutou e serviu com Clive da Índia. A família Forde ainda reside em Seaforde House. A atual ocupante é Lady Anthea Forde, viúva de Patrick Mathew Desmond Forde JPDL e filha do Conde de Belmore do Castelo Coole em Co. Fermanagh.